# Kepler-Museum Weil der Stadt

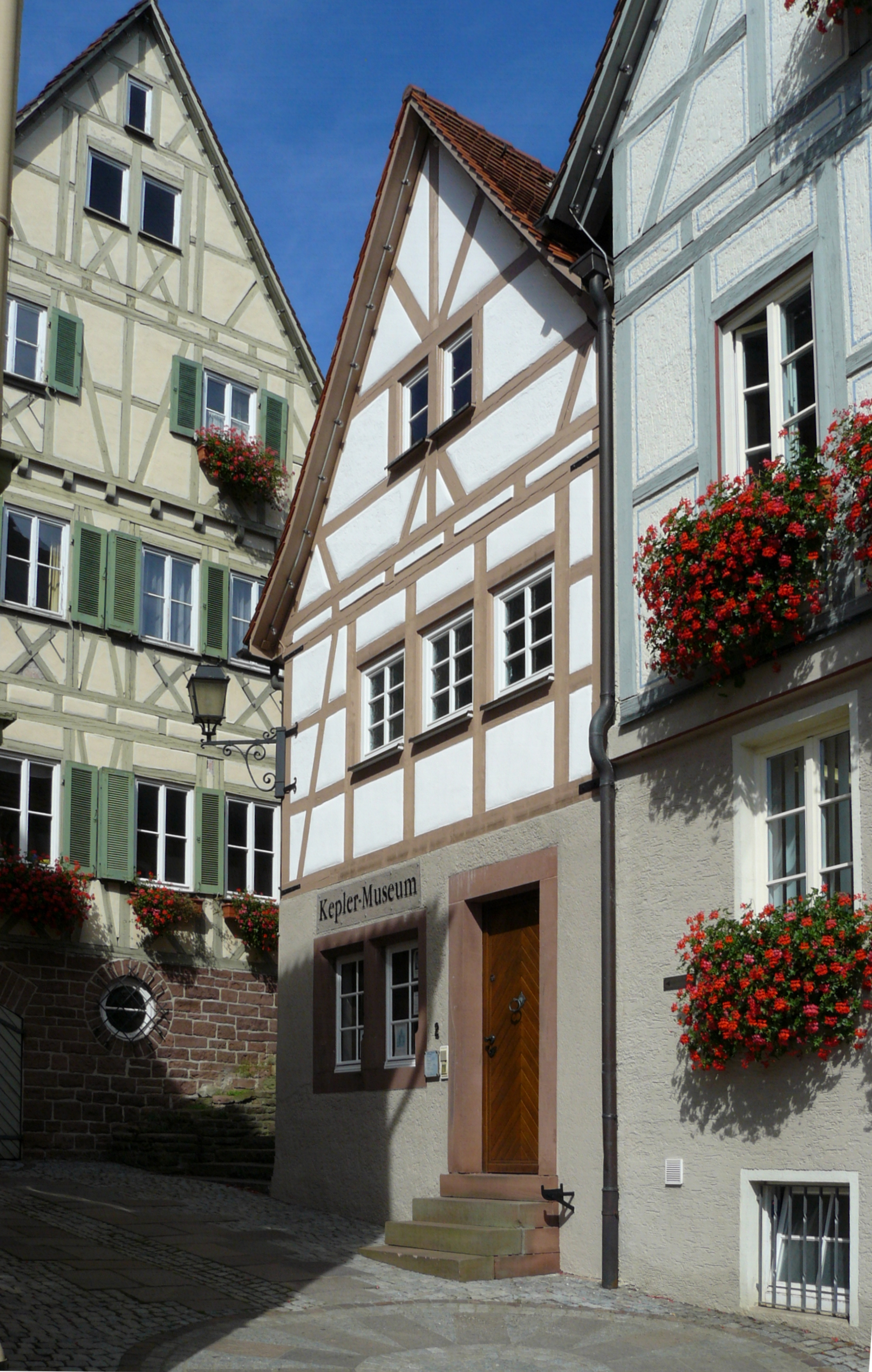
Weil der Stadt, Kepler-Museum im Geburtshaus Johannes Keplers

Das Kepler-Museum Weil der Stadt ist ein dem Leben und Werk des Astronomen Johannes Kepler gewidmetes Museum, das 1940 im Geburtshaus des Gelehrten in Weil der Stadt eröffnet wurde.

## Geschichte
Erste Planungen zur Errichtung eines eigenen Kepler-Museums „womöglich im Keplerhause“ gab es bereits in den 1860er Jahren, im Vorfeld der Errichtung des Kepler-Denkmals in Weil der Stadt. Das neben dem städtischen Rathaus gelegene kleine Fachwerkgebäude (Keplergasse 2), in dem Kepler im Jahre 1571 zur Welt kam, hat inzwischen möglicherweise schon eine 500-jährige Geschichte hinter sich. Erstmals konkret greifbar wird es jedenfalls um das Jahr 1560, als Keplers Großvater es für seinen Sohn pachtete, und man weiß, dass es in den letzten Jahren des Dreißigjährigen Krieges zu Schaden gekommen ist, aber nach den alten Plänen wieder aufgebaut wurde. Es wurde schließlich im Jahr 1938 von einem zu diesem Zweck gegründeten Verein Keplerhaus erworben und auf Initiative des Astronomiehistorikers Max Caspar zum Museum umgestaltet. Im Jahre 1999 wurde es renoviert und mit der Maßgabe neu gestaltet, Keplers Bedeutung als Mitbegründer des neuzeitlichen Denkens und der Naturwissenschaften herauszustellen. Betrieb und Betreuung liegen bei der Kepler-Gesellschaft e.V.

## Vergleichbare Einrichtungen
Von einer 1994 gestalteten Ausstellung am Kepler-Gymnasium in Graz, die auf den Beginn des von 1594 bis 1600 währenden Aufenthalts Keplers dort Bezug nahm, blieb der Keplerraum als ständiges Museum erhalten. Auch in Prag wird seit 2009 in dem nahe der Karlsbrücke befindlichen Gebäude, in dem Kepler zwischen 1607 und 1612 gelebt hat, mit einem eigenen Museum an den Astronomen erinnert. Ein weiteres Kepler-Museum ist das Kepler Gedächtnishaus in Regensburg; es ist in jenem Haus untergebracht, in dem Kepler am 15. November 1630 gestorben ist.